# Маламук
Маламук (рум. Malamuc) — село у повіті Прахова в Румунії. Входить до складу комуни Гергіца.
Село розташоване на відстані 43 км на північний схід від Бухареста, 27 км на південний схід від Плоєшті, 110 км на південний схід від Брашова.

## Населення
За даними перепису населення 2002 року у селі проживала 431 особа, усі — румуни. Усі жителі села рідною мовою назвали румунську.